# Olèrdola
Olèrdola là một đô thị trong ’’comarca’’ Alt Penedès, Barcelona, Catalonia, Tây Ban Nha.

## Biến động dân số
| 1900 | 1930 | 1950 | 1970 | 1986 | 2007 |
| ---- | ---- | ---- | ---- | ---- | ---- |
| 1438 | 1521 | 1234 | 1564 | 1578 | 3280 |